# Леонард Гейфлік
Леона́рд Ге́йфлік (англ. Leonard Hayflick; 20 травня 1928, Філадельфія — 1 серпня 2024, Сі-Ранч) — професор анатомії Каліфорнійського університету в Сан-Франциско, був професором клінічної мікробіології в Стенфордському університеті. Він також займав посаду президента Американського геронтологічного товариства і був одним із засновників Національного інституту старіння (NIA). Він досліджував старіння протягом більш ніж 30 років і отримав кілька престижних нагород, зокрема Сандосівську премію за дослідження з геронтології. Леонард Гейфлік відомий насамперед завдяки його відкриттю межі поділу соматичних клітин багатоклітинних організмів, відому зараз як межа Гейфліка.

## Вибрані публікації

### Книги
- How and Why We Age Ballantine Books, 1994, ISBN 0-345-33918-5
- Continuous Cell Lines as Substrates for Biologicals. 1988, ISBN 3-8055-4940-7

### Статті
- L. Hayflick: Entropy explains aging, genetic determinism explains longevity, and undefined terminology explains misunderstanding both. In: PLoS Genetics, 3/2007, e220, PMID 18085826
- L. Hayflick: Biological aging is no longer an unsolved problem. In: Ann N Y Acad Sci 1100/2007, S. 1–10. PMID 17460161
- L. Hayflick: ‘‘Anti-Aging’’ is an oxymoron In: J Gerontol A Biol Sci Med Sci 59/2004, S. B573-B578. PMID 15215267
- L. Hayflick: The future of ageing. In: Nature 408/2000, S. 37–39. PMID 11089985
- L. Hayflick: The illusion of cell immortality. In: Br J Cancer 83/2000, S. 841–846. PMID 10970682
- L. Hayflick: Future directions in aging research. In: Proc Soc Exp Biol Med 165/1980, S. 206–214. PMID 7443710
- L. Hayflick: Future directions in aging research. In: Basic Life Sci 35/1985, S. 447–460. PMID 4062823
- L. Hayflick: The one billion dollar misunderstanding. In: Contemp Gerontol 10/2003;10:65–69.